# Torrent dels Plans (Gallifa)
El torrent dels Plans és un curs d'aigua del terme municipal de Gallifa, a la comarca del Vallès Occidental.
Té 2,3 quilòmetres de recorregut; neix als vessants meridionals de la serra de la Caseta, a la Baga dels Plans, a ponent de la Caseta dels Plans, des d'on davalla cap al sud-oest per anar girant progressivament cap al sud. Recorre tot el costat de ponent de la Baga dels Plans, als peus de la cinglera que enllaça amb els Cingles de Sant Sadurní, i passa a ponent del Serrat de Caramella. A ponent de l'extrem meridional d'aquest serrat rep per la dreta el torrent de la Font de la Rovira, i al cap de poc s'aboca en el torrent de la Rovira just a llevant de la Nesplera.